# Monte Soglio
Il monte Soglio (1.971 m s.l.m.) è una montagna appartenente alle Alpi Graie (e, più in dettaglio, alle Alpi di Lanzo e dell'Alta Moriana). Si trova in città metropolitana di Torino tra i comuni di Corio, Forno Canavese, Pratiglione e Sparone, i cui territori convergono sulla sua cima.

## Geodesia

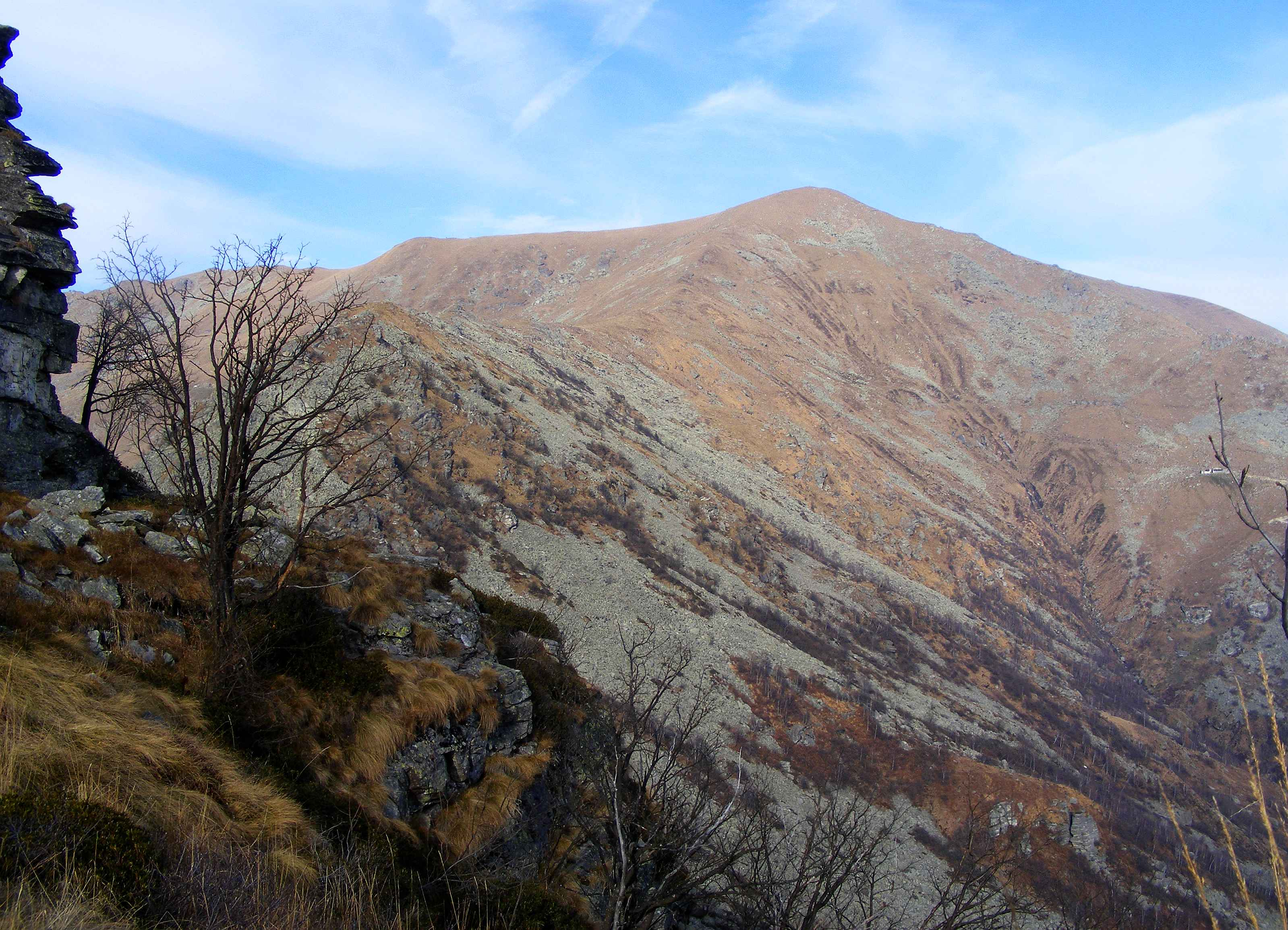
Il costolone sud-orientale durante l'autunno

Sulla cima si trova il punto geodetico trigonometrico dell'IGM denominato Monte Soglio (cod. 042111) nonché un vertice trigonometrico della rete primaria di inquadramento IGM95, materializzato sul posto da un centrino GPS montato su un pilastrino in muratura, anch'esso denominato Monte Soglio (cod. 042904).

## Storia
Nell'autunno del 1943 si costituì nell'alto Canavese un gruppo partigiano che prese il nome di brigata Monte Soglio.  La zona attorno alla montagna fu teatro di scontri con le forze nazifasciste; tra questi l'episodio più noto è la battaglia del monte Soglio dell'8 dicembre 1943. Tra le file dei partigiani si contarono 25 caduti, sette dei quali morirono in combattimento mentre gli altri diciotto dopo la cattura vennero fucilati davanti alla casa del Fascio di Forno il 9 dicembre. Il monte Soglio era il punto di incontro tra i territori di tre comunità montane, ora disciolte: Valli Orco e Soana, Alto Canavese e Valli di Lanzo.

## Descrizione

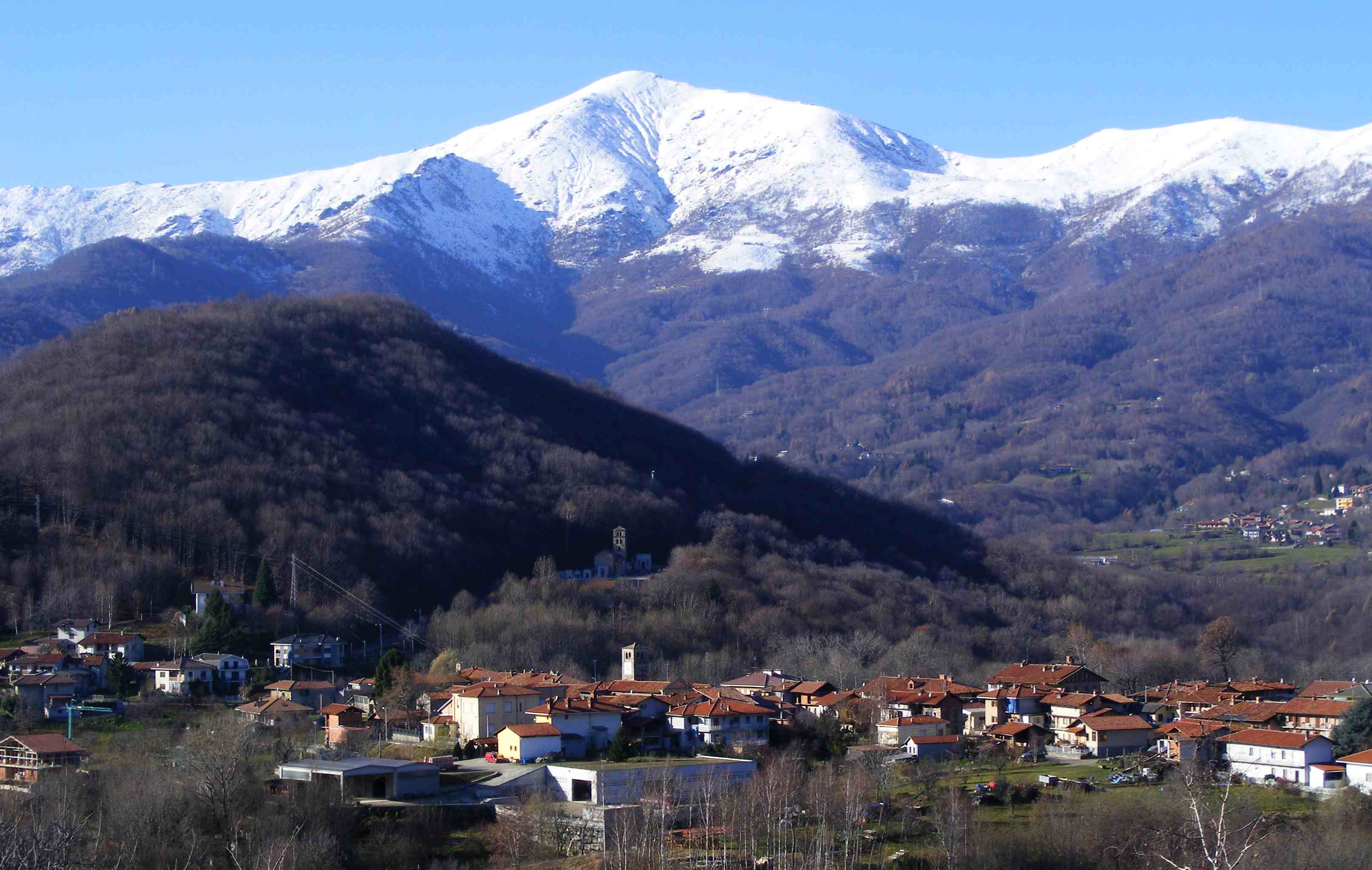
Il Soglio innevato visto da Pemonte (Prascorsano)

Il Monte Soglio è situato sullo spartiacque che separa a sud la Valle dell'Orco da tre brevi valli aperte sulla pianura: quella del Malone, quella del Gallenca e quella del Viana. Verso ovest il crinale prosegue con l'Uja di Corio, mentre in direzione nord-est seguendo lo spartiacque si incontra la Cima Mares.
Dalle pendici sud-occidentali del Soglio nascono due torrenti tributari del Malone, il Viana e il Levone. Il versante sud-est dà invece origine al Torrente Gallenca.

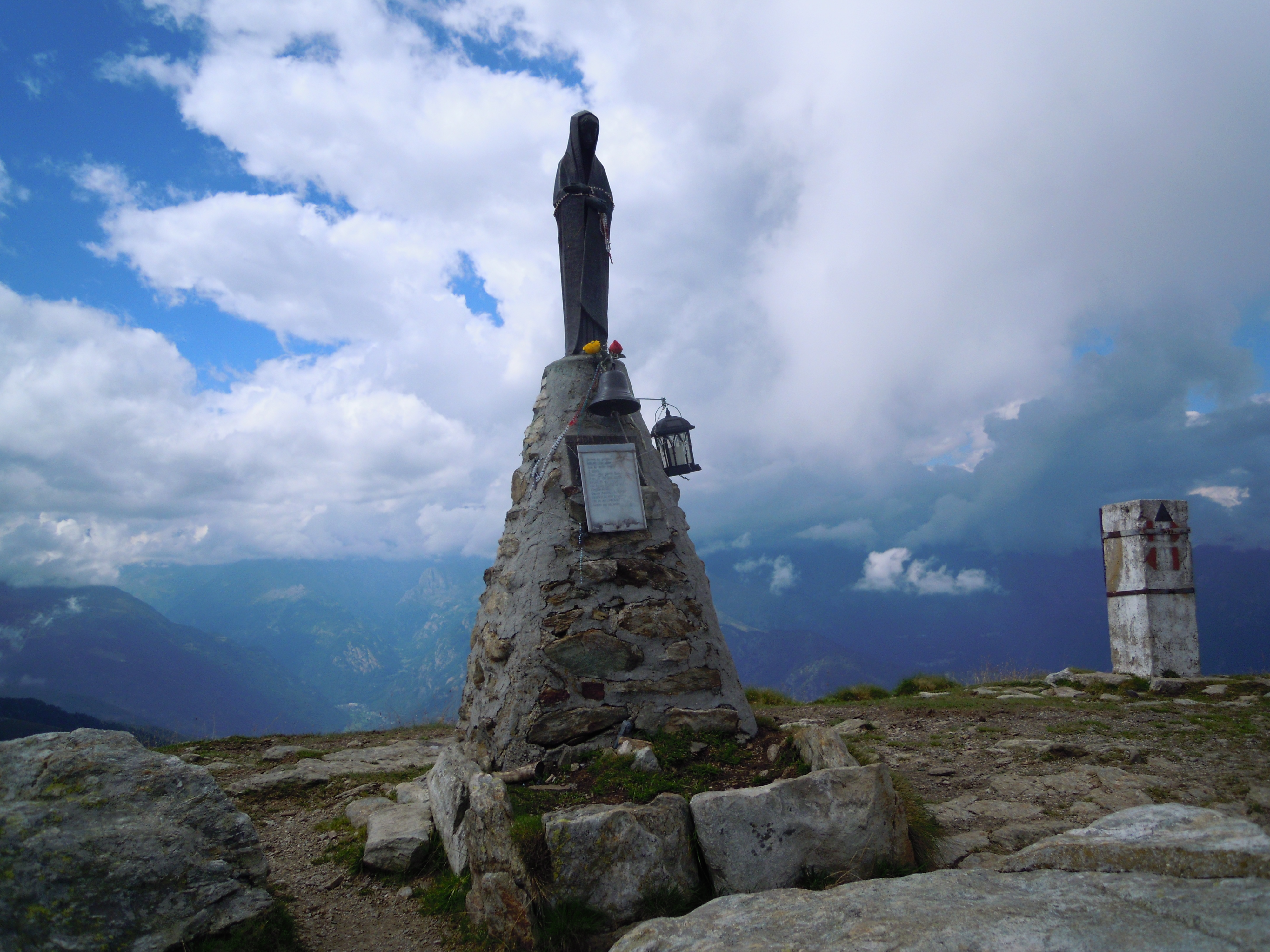
Statua della Madonna in cima

Al culmine dell'erbosa cupola sommitale sorgono una statua metallica della Madonna, portata in vetta nel 1980, un piloncino in memoria di due giovani scomparsi e una tavola di orientamento installata dal CAI di Forno. Il panorama nelle giornate limpide è vastissimo e si spinge fino all'Appennino Tosco-Emiliano.
Con la sua posizione avanzata la montagna è a sua volta ben visibile dalla sottostante porzione del Canavese ed è facilmente riconoscibile anche da più lontano.

## Accesso alla cima

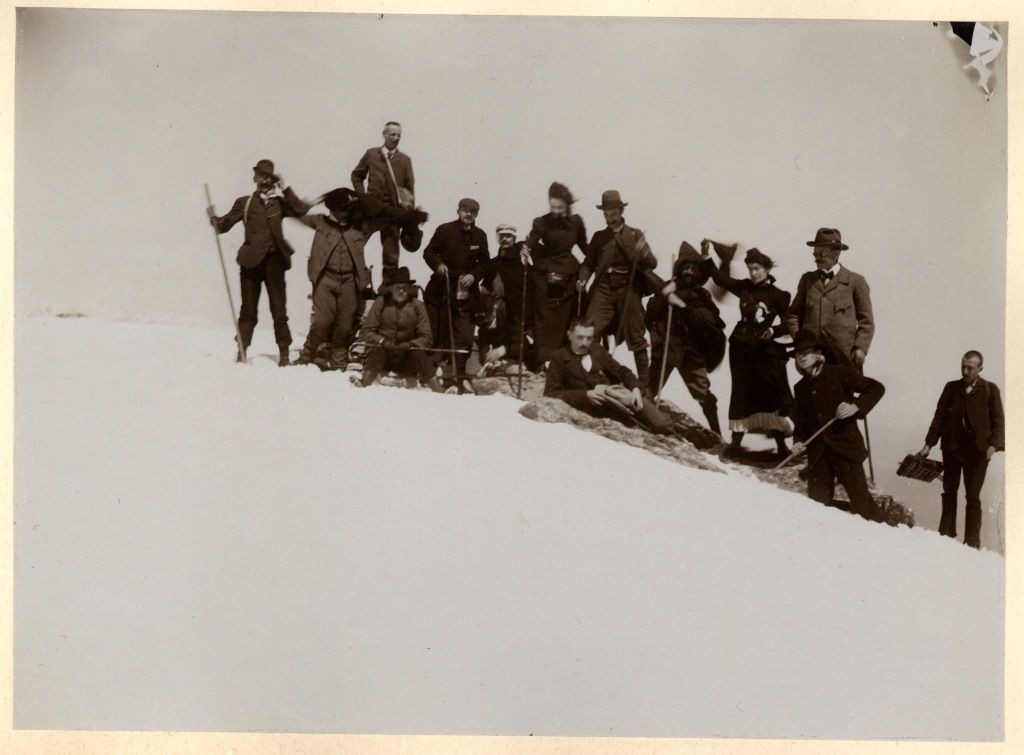
1902: alpinisti in cima al Soglio (foto M.Gabinio)

La montagna è di interesse escursionistico e per la facilità di accesso e il buon panorama che si gode dalla sua cima è molto frequentata.
I principali itinerari di accesso sono i sentieri che partono da Pian Audi (Corio), dal Santuario dei Milani (Forno Canavese) e da Alpette; quest'ultimo segue il crinale spartiacque e passa nei pressi della vicina Cima Mares (1.654 m).

La salita al Soglio nelle annate nevose è anche effettuabile con le ciaspole.

## Podismo e skyrunning
Da molti anni la Libertas Forno organizza una gara di corsa in montagna dedicata alla memoria di Sergio Benetti, che negli anni dispari si svolge sul percorso Santuario dei Milani - Monte Soglio, e negli anni pari sul percorso che parte da Pian Audi.
Dal 2009 si svolge inoltre, in primavera, il Trail del Monte Soglio, una prova di skyrunning articolata in due differenti percorsi, uno corto (nel 2014 di 27 km e 1.400 metri di dislivello positivo) e uno lungo (nel 2014 di 66 km e 3.600 m di dislivello positivo).